# Daisy Jepkemei
Daisy Jepkemei (* 13. Februar 1996) ist eine aus Kenia stammende kasachische Langstreckenläuferin, die sich auf den Hindernislauf spezialisiert hat. Ihre ältere Schwester Norah Jeruto ist ebenfalls für Kasachstan als Leichtathletin aktiv. 2025 wurde sie in Gumi Asienmeisterin über 10.000 Meter.

## Sportliche Laufbahn

### Für Kenia
Erste Erfahrungen bei internationalen Meisterschaften sammelte Daisy Jepkemei im Jahr 2012, als sie bei den Juniorenweltmeisterschaften in Barcelona in 9:47,22 min die Goldmedaille über 3000 m Hindernis gewann. Im Jahr darauf siegte sie in 6:24,52 min über 2000 m Hindernis bei den Jugendafrikameisterschaften in Warri und sicherte sich dort in 9:17,7 min die Silbermedaille im 3000-Meter-Lauf. Anschließend gewann sie bei den Jugendweltmeisterschaften in Donezk in 6:15,12 min die Silbermedaille über 2000 m Hindernis. 2014 gewann sie bei den Juniorenweltmeisterschaften in Eugene in 9:47,65 min die Bronzemedaille über 3000 m Hindernis und bei den Crosslauf-Weltmeisterschaften 2015 in Guiyang wurde sie in 19:59 min Vierte im U20-Rennen und sicherte sich in der Teamwertung die Silbermedaille. 2018 wurde sie bei den Bislett Games in Oslo in 9:16,87 min Dritte.

### Für Kasachstan
Seit dem 30. Januar 2022 ist sie startberechtigt für Kasachstan und siegte Anfang Juni in 14:45,69 min im 5000-Meter-Lauf beim Meeting International de Montreuil und stellte damit einen neuen kasachischen Landesrekord auf. Anschließend siegte sie in 9:15,77 min beim Bauhaus-Galan im Hindernislauf und im Juli schied sie bei den Weltmeisterschaften in Eugene mit 9:23,07 min im Vorlauf aus. Im Jahr darauf siegte sie in 16:16,06 min über 5000 Meter beim Qosanov Memorial, ehe sie bei den Asienmeisterschaften in Bangkok mit 10:19,19 min auf den siebten Platz im Hindernislauf gelangte. Im August schied sie bei den Weltmeisterschaften in Budapest mit 9:46,23 min im Vorlauf aus und belegte im Oktober in 9:47,53 min den fünften Platz bei den Asienspielen in Hangzhou. Zudem belegte sie in 15:54,98 min den achten Platz über 5000 Meter. Bei den Crosslauf-Weltmeisterschaften 2024 in Belgrad belegte sie nach 32:04 min den siebten Platz im Einzelbewerb. Im August schied sie bei den Olympischen Sommerspielen in Paris mit 9:24,69 min im Vorlauf über 3000 m Hindernis aus und wurde über 10.000 Meter in 31:26,55 min 17. Ende Oktober siegte sie in 24:58 min beim Cross Internacional de Atapuerca.
Im Januar 2025 verbesserte sie den kasachischen Hallenrekord über 3000 Meter auf 8:49,87 min und belegte beim Hongkong-Halbmarathon mit neuem Landesrekord von 1:10:08 h den siebten Platz. Ende Mai siegte sie bei den Asienmeisterschaften in Gumi mit neuem Meisterschaftsrekord von 30:48,44 min über 10.000 Meter. Zudem gewann sie über 3000 m Hindernis in 9:27,51 min die Bronzemedaille hinter ihrer Schwester Norah Jeruto und Parul Chaudhary aus Indien.
2023 wurde Jepkemei kasachische Meisterin im 3000-Meter-Hindernislauf und 2025 wurde sie Hallenmeisterin über 3000 Meter.

## Persönliche Bestleistungen
- 3000 Meter: 8:52,16 min, 28. April 2019 in Bragança Paulista
  - 3000 Meter (Halle): 8:49,76 min, 25. Januar 2025 in Astana (kasachischer Rekord)
- 5000 Meter: 14:45,69 min, 2. Juni 2022 in Montreuil (kasachischer Rekord)
- 10.000 Meter: 30:48,44 min, 29. Mai 2025 in Gumi
- 10-km-Straßenlauf: 31:32 min, 22. September 2024 in Brașov
- Halbmarathon: 1:10:08 h, 5. Januar 2025 in Hongkong  (kasachischer Rekord)
- 3000 m Hindernis: 9:06,66 min, 29. August 2019 in Zürich